# Catalogo delle opere d'arte del Museo nazionale di Capodimonte
Il catalogo delle opere d'arte del Museo nazionale di Capodimonte riporta le opere d'arte, eccetto quelle pittoriche, custodite all'interno del Museo nazionale di Capodimonte, ubicato nell'omonima reggia, a Napoli.

## Primo piano
| Foto | Titolo                                                                 | Autore                                                            | Sala       | Nº di inventario                                  |
| ---- | ---------------------------------------------------------------------- | ----------------------------------------------------------------- | ---------- | ------------------------------------------------- |
|      | Il sacrificio di Alessandro                                            | Arazzeria Medicea                                                 | Sala 2     | OA 7327 Arazzo                                    |
|      | Busto ritratto di Paolo III con piviale istoriato                      | Guglielmo Della Porta                                             | Sala 2     | AM 10521 Scultura                                 |
|      | Busto ritratto di Antinoo                                              | Guglielmo Della Porta                                             | Sala 2     | AM 10512 Scultura                                 |
|      | Busto ritratto di Lucio Vero                                           | Guglielmo Della Porta                                             | Sala 2     | DC 266 Scultura                                   |
|      | Busto ritratto di Paolo III                                            | Guglielmo Della Porta                                             | Sala 2     | AM 10514 Scultura                                 |
| -    | Ercole fanciullo che strozza i serpenti                                | Guglielmo Della Porta                                             | Sala 2     | AM 10520 Oggetto d'arte                           |
| -    | Globo celeste                                                          | Manifattura siriana o egiziana                                    | Sala 7     | AM 1137 Oggetto d'arte                            |
| -    | Astrolabio planisferico                                                | Manifattura di Siviglia                                           | Sala 7     | AM 112098 Oggetto d'arte                          |
| -    | Buddha                                                                 | Arte birmana                                                      | Sala 7     | AM 11477 Oggetto d'arte                           |
|      | Riccio di pastorale                                                    | Manifattura di Limoges                                            | Sala 7     | AM 10420 Oggetto d'arte                           |
| -    | Arazzo                                                                 | Manifattura francese                                              | Sala 7     | AM 10322 Arazzo                                   |
|      | Deposizione dalla croce                                                | Pieter van Aelst (attribuito)                                     | Sala 12    | OA 170 Arazzo                                     |
| -    | Adorazione dei pastori                                                 | Christoph Maucher (bottega)                                       | Sala 14    | AM 11221 Scultura                                 |
|      | Ratto di una sabina                                                    | Giambologna                                                       | Sala 14    | AM 10524 Scultura                                 |
| -    | Ventaglio                                                              | Manifattura singalo-portoghese                                    | Sala 14    | AM 10398 Scultura                                 |
|      | Cilindro di un boccale con baccanale di putti                          | Gerhard van Opstal                                                | Sala 14    | AM 10026 Scultura                                 |
|      | Cilindro di boccale con figure mitologiche                             | Georg Petel                                                       | Sala 14    | AM 10028 Scultura                                 |
|      | Maddalena penitente                                                    | Manifattura tedesca                                               | Sala 14    | OA 10030 Scultura                                 |
|      | Nettuno                                                                | Adam Lenckhardt (attribuito)                                      | Sala 14    | AM 10133 Scultura                                 |
|      | David                                                                  | Francesco di Giorgio Martini                                      | Sala 14    | AM 10534 Scultura                                 |
| -    | Mercurio                                                               | Giambologna                                                       | Sala 14    | AM 10784 Scultura                                 |
| -    | Calice                                                                 | Manifattura prussiana                                             | Sala 14    | AM 10346 Oggetto d'arte                           |
| -    | Piatto da pompa                                                        | Johann Michael Maucher                                            | Sala 14    | AM 10396 Oggetto d'arte                           |
| -    | Brocca                                                                 | Johann Michael Maucher                                            | Sala 14    | AM 10395 Oggetto d'arte                           |
| -    | Cassetta rettangolare                                                  | Botteghe Granducali fiorentine                                    | Sala 14    | AM 10109 Oggetto d'arte                           |
| -    | Teste di martora                                                       | Saracchi                                                          | Sala 14    | AM 10208/10209 Oggetto d'arte                     |
| -    | Tavolo                                                                 | Manifattura romana                                                | Sala 14    | - Oggetto d'arte                                  |
|      | Cassetta Farnese                                                       | Manno Sbarri Giovanni Bernardi                                    | Sala 14    | AM 10507 Oggetto d'arte                           |
| -    | Coppa di Costantino di Braganza                                        | Manifattura di Goa o Cochin                                       | Sala 14    | AM 10350 Oggetto d'arte                           |
| -    | Brocchetta                                                             | Manifattura milanese                                              | Sala 14    | AM 10218 Oggetto d'arte                           |
| -    | Anima dannata                                                          | Giovanni Bernardino Azzolino                                      | Sala 14    | AM 10232 Oggetto d'arte                           |
| -    | Augusto e la Sibilla                                                   | Giovanni Bernardi                                                 | Sala 14    | AM 10289 Oggetto d'arte                           |
| -    | Giovanni VIII Paleologo                                                | Anonimo                                                           | Sala 14    | IGMN 67517 Oggetto d'arte                         |
| -    | Elemento decorativo                                                    | Giovanni Bernardi                                                 | Sala 14    | AM 10319 Oggetto d'arte                           |
| -    | Ratto di Elena                                                         | Giovanni Bernardi                                                 | Sala 14    | AM 11065 Oggetto d'arte                           |
| -    | Tazza Farnese con il Sileno ebbro                                      | Annibale Carracci                                                 | Sala 14    | GDS 801 Oggetto d'arte                            |
| -    | Bacile                                                                 | Manifattura italiana                                              | Sala 14    | AM 10283 Oggetto d'arte                           |
| -    | Piatti                                                                 | Officina di Castelli                                              | Sala 14    | AM 10426-10497 Oggetto d'arte                     |
| -    | Diana cacciatrice sul cervo                                            | Jacob Miller il Vecchio                                           | Sala 14    | AM 10508 Oggetto d'arte                           |
| -    | Piatto "a raffaellesche" istoriati: Giuditta e Oloferne                | Officina di Urbino                                                | Sala 14    | AM 10502 Oggetto d'arte                           |
| -    | Piatto "a raffaellesche" istoriati: Cerere                             | Officina di Urbino                                                | Sala 14    | AM 10504 Oggetto d'arte                           |
|      | Camillus                                                               | Guglielmo della Porta                                             | Sala 14    | IGNM 5601 Scultura                                |
| -    | Tripode                                                                | Luigi Righetti                                                    | Sala 23    | IM 1785 Mobilio                                   |
| -    | Tavola con scacchiera                                                  | Real Opificio delle pietre dure di Napoli                         | Sala 23    | IC 4167 Mobilio                                   |
| -    | Tavolino                                                               | Real Opificio delle pietre dure di Napoli                         | Sala 23    | IM 2781 Mobilio                                   |
| -    | Orologio                                                               | Real Fabbrica della porcellana di Napoli                          | Sala 31    | OA 5113 Oggetto d'arte                            |
| -    | Bacile a conchiglia                                                    | Real Fabbrica di Capodimonte                                      | Sala 32    | OA 6232 Oggetto d'arte                            |
| -    | Sedia                                                                  | Manifattura inglese                                               | Sala 32    | IM 4855 Mobilio                                   |
| -    | Venditrice di pani                                                     | Real Fabbrica di Capodimonte                                      | Sala 32    | OA 6236 Scultura                                  |
| -    | Tamburino                                                              | Real Fabbrica di Capodimonte                                      | Sala 32    | OA 5293 Scultura                                  |
| -    | Orologio                                                               | Joseph Martineau                                                  | Sala 32    | IM 2734 Oggetto d'arte                            |
| -    | Tavolo parietale                                                       | Manifattura napoletana                                            | Sala 32    | IM 2680 Mobilio                                   |
| -    | Specchiera                                                             | Real Fabbrica di Capodimonte                                      | Sala 32    | OA 6233 Mobilio                                   |
| -    | Portantina                                                             | Artigiani reali                                                   | Sala 33    | IM 3375 Oggetto d'arte                            |
| -    | Cassettone                                                             | Manifattura inglese                                               | Sala 33    | IM 4859 Mobilio                                   |
|      | Tavolo da centro con cariatidi di bronzo e medaglioni di pietra lavica | Manifattura napoletana                                            | Sala 34    | IM 3328 Mobilio                                   |
| -    | Ripostino                                                              | Real Fabbrica della porcellana di Capodimonte                     | Sala 35-36 | OA 6911 Oggetto d'arte                            |
| -    | Solitaire a figure "etrusche"                                          | Real Fabbrica della porcellana di Capodimonte                     | Sala 35-36 | OA 5065 Oggetto d'arte                            |
| -    | Trionfo di Bacco e Sileno                                              | Real Fabbrica della porcellana di Capodimonte Filippo Tagliolini  | Sala 35-36 | OA 1065 Scultura                                  |
| -    | Aristotele                                                             | Real Fabbrica della porcellana di Capodimonte Filippo Tagliolini  | Sala 35-36 | OA 5339 Scultura                                  |
| -    | Melpomene                                                              | Real Fabbrica della porcellana di Capodimonte Filippo Tagliolini  | Sala 35-36 | OA 5360 Scultura                                  |
| -    | Sacerdotessa                                                           | Real Fabbrica della porcellana di Capodimonte Filippo Tagliolini  | Sala 35-36 | OA 5282 Scultura                                  |
| -    | Federico IV a cavallo                                                  | Real Fabbrica della porcellana di Capodimonte Filippo Tagliolini  | Sala 35-36 | OA 5119 Scultura                                  |
| -    | Solitaire con vedute di porti e golfi del regno                        | Real Fabbrica della porcellana di Capodimonte                     | Sala 35-36 | OA 5067-5072 Oggetto d'arte                       |
| -    | Venere e Paride                                                        | Real Fabbrica della porcellana di Capodimonte Filippo Tagliolini  | Sala 35-36 | OA 5221 Scultura                                  |
| -    | Anfora con menedi danzanti                                             | Real Fabbrica della porcellana di Capodimonte                     | Sala 35-36 | OA 6500 Oggetto d'arte                            |
| -    | Le Arti liberali                                                       | Real Fabbrica della porcellana di Capodimonte Filippo Tagliolini  | Sala 35-36 | OA 5334-35, 5375-76 Scultura                      |
| -    | L'Astronomia                                                           | Manifattura di Meissen                                            | Sala 35-36 | OA 5276 Scultura                                  |
| -    | Alzata                                                                 | Manifattura Reale di Berlino                                      | Sala 35-36 | OA 6757 Oggetto d'arte                            |
| -    | Piatto con la duchessa di Berry                                        | Manifattura di Sèvres                                             | Sala 35-36 | OA 6998 Oggetto d'arte                            |
| -    | Piatto con cespo di rose                                               | Manifattura di Sèvres                                             | Sala 35-36 | OA 6991 Oggetto d'arte                            |
| -    | Sei statue equestri                                                    | Manifattura di Sèvres                                             | Sala 35-36 | OA 6953-6958 Scultura                             |
| -    | Tazze                                                                  | Manifattura Imperiale di Vienna                                   | Sala 35-36 | OA 6978, 7089-90, 7107-08, 7154-55 Oggetto d'arte |
| -    | Servizio da scrittoio                                                  | Manifattura Imperiale di Vienna                                   | Sala 35-36 | OA 7028-7030 Oggetto d'arte                       |
| -    | Coppia di vasi con Francesco II d'Austria e Maria Teresa di Borbone    | Manifattura Imperiale di Vienna                                   | Sala 35-36 | OA 7041-7042 Oggetto d'arte                       |
| -    | Déjeuner a stelle                                                      | Manifattura Imperiale di Vienna                                   | Sala 35-36 | OA 7022-7027 Oggetto d'arte                       |
| -    | Servizio da cioccolata con ghirlanda di fiori                          | Manifattura di Sèvres                                             | Sala 35-36 | OA 7014-7020 Oggetto d'arte                       |
| -    | Corredo d'altare                                                       | Real Fabbrica di Capodimonte                                      | Sala 35-36 | OA 5234-39. 5233 Sculture                         |
| -    | Immacolata Concezione                                                  | Real Fabbrica di Capodimonte                                      | Sala 35-36 | OA 7817 Sculture                                  |
| -    | Servizio dell'Oca                                                      | Real Fabbrica della porcellana di Capodimonte                     | Sala 35-36 | OA 5594, 5614, 5618, 5612, 5610 Oggetto d'arte    |
| -    | Rinfrescatoio                                                          | Orazio Fontana (bottega)                                          | Sala 38-41 | DC 240 Oggetto d'arte                             |
| -    | Piatto                                                                 | Manifattura di Manises                                            | Sala 38-41 | DC 134 Oggetto d'arte                             |
| -    | Madonna col Bambino                                                    | Lorenzo Ghiberti (scuola)                                         | Sala 38-41 | DC 729 Scultura                                   |
| -    | Cratere con scena di vendemmia                                         | Pittore dei porci                                                 | Sala 38-41 | DC 960 Oggetto d'arte                             |
| -    | Due mattonelle a forma di stella                                       | Manifattura persiana                                              | Sala 38-41 | DC 139, 161 Oggetto d'arte                        |
| -    | Gemellion                                                              | Manifattura di Limonges                                           | Sala 38-41 | DC 770 Oggetto d'arte                             |
| -    | Coppa su piede                                                         | Manifattura veneziana                                             | Sala 38-41 | DC 710 Oggetto d'arte                             |
| -    | San Matteo                                                             | Alessandro Vittoria (attribuito)                                  | Sala 38-41 | DC 572 Scultura                                   |
| -    | Bacile                                                                 | Manifattura cinese                                                | Sala 38-41 | DC 1385 Oggetto d'arte                            |
| -    | Boccale                                                                | Manifattura di Meissen                                            | Sala 38-41 | DC 441 Oggetto d'arte                             |
| -    | Il venditore di ciambelle                                              | Real Fabbrica di Capodimonte                                      | Sala 38-41 | DC 330 Scultura                                   |
| -    | Vaso con coperchio                                                     | Manifattura di Doccia                                             | Sala 38-41 | DC 269 Oggetto d'arte                             |
| -    | Ventaglio                                                              | Manifattura francese                                              | Sala 38-41 | DC 1332 Oggetto d'arte                            |
| -    | Nécessaire con ritratto                                                | Manifattura londinese                                             | Sala 38-41 | DC 824 Oggetto d'arte                             |
| -    | Tonacella                                                              | Manifattura siciliana                                             | Sala 38-41 | DC 1213 Oggetto d'arte                            |
| -    | Venditrice di busti e vasellame                                        | Real Fabbrica di Capodimonte                                      | Sala 38-41 | - Scultura                                        |
| -    | Poltrona                                                               | Artigiani reali                                                   | Sala 43    | IM 4796 Mobilio                                   |
|      | Il carro dell'Aurora                                                   | Real Fabbrica della porcellana di Napoli Manifattura Poulard Prad | Sala 43    | OA 5116 Scultura                                  |
| -    | Ghironde                                                               | Jean Louvet                                                       | Sala 44    | IM 3772-3773 Oggetto d'arte                       |
| -    | Gruppo presepiale con la Natività                                      | Manifattura napoletana                                            | Sala 44    | OA 8516-59 Oggetto d'arte                         |
| -    | Busto della regina Maria Carolina                                      | Filippo Tagliolini                                                | Sala 44    | OA 5338 Scultura                                  |
| -    | La minificenza di David                                                | Real Fabbrica degli arazzi di Napoli Pietro Duranti               | Sala 44    | OA 7335 Arazzo                                    |
| -    | Orologio                                                               | Real Fabbrica della porcellana di Napoli                          | Sala 44    | OA 5355 Oggetto d'arte                            |
|      | Gruppo presepiale dell'elefante                                        | Manifattura napoletana                                            | Sala 44    | - Oggetto d'arte                                  |
| -    | Poltorna                                                               | Manifattura francese Francesco Girardi                            | Sala 45    | IM 4226 Mobilio                                   |
| -    | Il re riceve il ministro Sully davanti ai cortigiani                   | Real Fabbrica degli arazzi di Napoli Pietro Duranti               | Sala 45    | OAC 416 Arazzo                                    |
| -    | Comò                                                                   | Artigiani reali                                                   | Sala 45    | IM 2782 Mobilio                                   |
| -    | Coppia di vasi con scene campestri                                     | Manifattura Reale di Berlino                                      | Sala 45    | OA 7009-7010 Oggetto d'arte                       |
| -    | Trionfo di Venere                                                      | Real Fabbrica della porcellana di Napoli Filippo Tagliolini       | Sala 45    | OA 5190 Scultura                                  |
| -    | Chirone e Achille                                                      | Real Fabbrica della porcellana di Napoli Filippo Tagliolini       | Sala 45    | OA 5403 Scultura                                  |
| -    | Scatola cilindrica con vedute                                          | Manifattura viennese                                              | Sala 45    | IM 1291 Oggetto d'arte                            |
| -    | Solitaire da viaggio                                                   | Manifattura Imperiale di Vienna                                   | Sala 45    | OA 7158-7163 Oggetto d'arte                       |
| -    | Cofano                                                                 | Manifattura viennese                                              | Sala 45    | OA 6819 Oggetto d'arte                            |
| -    | Servizio da scrittoio                                                  | Manifattura viennese Balthasar Wigand                             | Sala 45    | IM 1238 Oggetto d'arte                            |
| -    | Tavolo da gioco                                                        | Domenico Vannotti                                                 | Sala 45    | IM 2285 Mobilio                                   |
| -    | Armatura da torneo per uomo d'arme e cavallo                           | Manifattura bresciana                                             | Sala 46-50 | OA 1291 Arma                                      |
| -    | Archibuso a ruota per Ranuccio I Farnese                               | Giovan Battista Visconti                                          | Sala 46-50 | OA 7796 Arma                                      |
| -    | Parte destra di bordatura di cavallo con "Trionfo dell'Abbondanza"     | Manifattura veneta                                                | Sala 46-50 | - Arma                                            |
| -    | Spiedo a forbice da ripiegarsi                                         | Manifattura dell'Italia settentrionale                            | Sala 46-50 | OA 4423 Arma                                      |
| -    | Armatura di Alessandro Farnese detta "del Giglio"                      | Pompeo della Cesa                                                 | Sala 46-50 | OA 3507 Arma                                      |
| -    | Guarnitura, coltelleria da caccia                                      | Manifattura della Germania meridionale                            | Sala 46-50 | OA 3054 Arma                                      |
| -    | Borgognotta e rotella                                                  | Manifattura milanese                                              | Sala 46-50 | OA 3737-3738 Arma                                 |
| -    | Archibuso a fucile                                                     | Juan Fernández                                                    | Sala 46-50 | OA 2421 Arma                                      |
| -    | Coppia di pistola a fucile                                             | Juan Fernández                                                    | Sala 46-50 | OA 2407-2408 Arma                                 |
| -    | Daga da caccia                                                         | Real Fabbrica degli acciai di Napoli                              | Sala 46-50 | OA 2837 Arma                                      |
| -    | Coppia di pistole e fucili                                             | Jean-Baptiste La Roche                                            | Sala 46-50 | OA 7630-7631 Arma                                 |
| -    | Daga da caccia                                                         | Real Fabbrica degli acciai di Napoli                              | Sala 46-50 | OA 2859 Arma                                      |
|      | Ritratto di Ferdinando IV in abiti militari                            | Real Fabbrica degli arazzi di Napoli Pietro Duranti               | Sala 51    | OA 5418 Arazzo                                    |
|      | Ritratto di Carlo I di Borbone                                         | Real Fabbrica degli arazzi di Napoli Domenico del Rosso           | Sala 51    | OA 522 Arazzo                                     |
|      | Salottino di porcellana di Maria Amalia di Sassonia                    | Real Fabbrica di Capodimonte                                      | Sala 52    | OA 1382 Installazione                             |
| -    | Don Chisciotte alla festa di Barcellona data da Don Antonio Moreno     | Manifattura Gobelins                                              | Sala 53    | OA 5110 Arazzo                                    |
| -    | Napoleone Bonaparte come Marte pacificatore                            | Antonio Canova Francesco Righetti Luigi Righetti                  | Sala 54    | OA 7218 Scultura                                  |
| -    | Busto di Camilla Bonaparte                                             | Manifattura Poulard Prad                                          | Sala 54    | OA 5301 Scultura                                  |
| -    | Vaso con Napoleone                                                     | Manifattura di Sèvres                                             | Sala 54    | OA 6990 Oggetto d'arte                            |
| -    | Orologio                                                               | Manifattura di Bailly fils                                        | Sala 54    | IM 11710 Oggetto d'arte                           |
|      | Angelo della carità                                                    | Leopoldo di Borbone-Due Sicilie                                   | Sala 55    | PS 238 Scultura                                   |
|      | Ritratto di Letizia Remolino                                           | Antonio Canova                                                    | Sala 55    | IC 4375 Scultura                                  |
|      | La rissa                                                               | Ettore Ximenes                                                    | Sala 55    | OA 7485 Scultura                                  |
| -    | Sedia                                                                  | Manifattura francese e napoletana                                 | Sala 56    | IM 3465-3526 Mobilio                              |
| -    | La notte                                                               | Bertel Thorvaldsen                                                | Sala 56    | AM 10815 Scultura                                 |
|      | Tavolo con mosaico antico                                              | Arte antica Real Opificio delle pietre dure di Napoli             | Sala 56    | IM 3263 Mobilio                                   |
| -    | Tavolo da gioco                                                        | Martin-Guillaume Biennais                                         | Sala 57    | IM 1019 Mobilio                                   |
| -    | Secrétaire                                                             | Pierre-Louis Duguers                                              | Sala 57    | IM 2828 Mobilio                                   |
| -    | Giardiniera                                                            | Manifattura francese                                              | Sala 57    | IM 10153 Mobilio                                  |
| -    | Tavolo meccanico detto "alla foggia ercolanese"                        | Manifattura napoletana                                            | Sala 58    | IM 4096 Mobilio                                   |
| -    | Grande tavolo "Giardiniera" con finimenti in bronzo e porcellana       | Manifattura napoletana e francese                                 | Sala 58    | IM 3732 Mobilio                                   |
| -    | Orologio con il ritratto di Francesco I                                | Manifattura Breguet di Parigi                                     | Sala 58    | - Oggetto d'arte                                  |
| -    | Orologio con il ritratto di Maria Isabella                             | Manifattura Breguet di Parigi                                     | Sala 58    | - Oggetto d'arte                                  |
| -    | Vaso con episodio della vita di Belisario                              | Manifattura di Parigi                                             | Sala 59    | OA 6755 Oggetto d'arte                            |
|      | Comunichino                                                            | Matteo Bottiglieri                                                | Sala 60    | - Oggetto d'arte                                  |
|      | Ciborio                                                                | Cosimo Fanzago Francesco Balsimelli                               | Sala 60    | - Oggetto d'arte                                  |

## Secondo piano
| Foto | Titolo | Autore                             | Sala           | Nº di inventario       |
| ---- | --- | ---------------------------------- | -------------- | ---------------------- |
|      | Polittico con Storie della Passione                                                                         | Manifattura di Nottingham          | Sala 61        | AM 10816 Scultura      |
|      | Crocifisso                                                                                                  | Ignoto, prima metà del XIII secolo | Sala 61        | - Scultura             |
|      | Avanzata dell'esercito imperiale e attacco alla Gendarmeria francese guidata da Francesco I                 | Bernard van Orley                  | Sala 62        | IGMN 144483 Arazzo     |
|      | Sconfitta della cavalleria francese; le fanterie imperiali si impadroniscono delle artiglierie nemiche      | William Dermoyen                   | Sala 62        | IGMN 144484 Arazzo     |
|      | Cattura del re di Francia Francesco I                                                                       | Bernard van Orley                  | Sala 62        | IGMN 144489 Arazzo     |
|      | Invasione del campo francese e fuga delle dame e dei civili al seguito di Francesco I                       | Bernard van Orley                  | Sala 62        | IGMN 144486 Arazzo     |
|      | Invasione del campo francese: gli Svizzeri si rifiutano di avanzare nonostante gli interventi dei loro capi | Bernard van Orley                  | Sala 62        | IGMN 144485 Arazzo     |
|      | Fuga dell'esercito francese e ritirata del duca d'Aleçon oltre il Ticino                                    | William Dermoyen                   | Sala 62        | IGMN 144487 Arazzo     |
|      | Sortita degli assediati e rotta degli Svizzeri che annegano in gran numero nel Ticino                       | Bernard van Orley                  | Sala 62        | IGMN 144488 Arazzo     |
|      | Bocciuolo di candelabro per cero pasquale                                                                   | Ignoto scultore campano            | Sala 63        | AM 144774 Scultura     |
|      | Crocifisso                                                                                                  | Ignoto campano                     | Sala 63        | - Scultura             |
|      | Giona e il mostro marino                                                                                    | Ignoto scultore meridionale        | Sala 63        | - Scultura             |
|      | Testa di sovrano angioino                                                                                   | Scultore francese                  | Sala 64        | IC 15774 Scultura      |
|      | Madonna col Bambino                                                                                         | Ignoto scultore franco-fiammingo   | Sala 67        | - Scultura             |
|      | Busto di Ferrante II d'Aragona o di Alfonso d'Aragona, duca di Calabria                                     | Guido Mazzoni                      | Sala 69        | AM 10527 Scultura      |
|      | Busto di Ferrante II d'Aragona                                                                              | ignoto seconda metà V secolo       | Sala 69        | - Scultura             |
|      | Madonna col Bambino                                                                                         | Bartolomé Ordóñez                  | Sala 71        | - Scultura             |
|      | Figura di giacente                                                                                          | Bartolomé Ordóñez                  | Sala 71        | - Scultura             |
|      | San Girolamo                                                                                                | Giovanni da Nola                   | Sala 71        | - Scultura             |
|      | Coppa di Grifi                                                                                              | Bartolomé Ordóñez                  | Sala 71        | - Scultura             |
|      | Nudo virile                                                                                                 | Maestro dell'altare Teodori        | Sala 71        | AM 10814 Scultura      |
|      | Trittico con il Redentore tra sant'Andrea e san Giovanni Battista                                           | Giovanni da Nola                   | Sala 71        | - Scultura             |
|      | Vergine dolente                                                                                             | Ignoto napoletano                  | Sala 76        | - Scultura             |
|      | Maddalena dolente                                                                                           | Ignoto napoletano                  | Sala 76        | - Scultura             |
|      | Angelo custode                                                                                              | Artigiano napoletano               | Sala 77        | - Scultura             |
| -    | Stipo | Manifattura napoletana             | Sala 81, 83-84 | OA 8561 Oggetto d'arte |
| -    | Parato con stemma d'Avalos                                                                                  | Maestri ricamatori napoletani      | Sala 98-101    | Inv d'Avalos 21 Arazzo |

## Manifesti Mele
| Foto | Titolo               | Autore              | Sala | Nº di inventario |
| ---- | -------------------- | ------------------- | ---- | ---------------- |
| -    | Apertura di stagione | Gian Emilio Malerba | -    | - Stampa         |
| -    | Abiti per uomo       | Franz Laskoff       | -    | - Stampa         |
| -    | Novità per signore   | Aleandro Villa      | -    | - Stampa         |

## Collezione dell'Ottocento
| Foto | Titolo                                           | Autore          | Sala   | Nº di inventario |
| ---- | ------------------------------------------------ | --------------- | ------ | ---------------- |
| -    | Il giocatore                                     | Vincenzo Gemito | Sala 4 | PS 203 Scultura  |
| -    | Bozzetto per il monumento funebre per papa Pio X | Vincenzo Gemito | -      | OA 8571 Scultura |

## Collezione contemporanea
| Foto | Titolo                                       | Autore                  | Sala | Nº di inventario |
| ---- | -------------------------------------------- | ----------------------- | ---- | ---------------- |
| -    | Senza titolo                                 | Jannis Kounellis        | -    | - Installazione  |
| -    | Indizi - opera in situ                       | Daniel Buren            | -    | - Installazione  |
| -    | Grande Cretto Nero                           | Alberto Burri           | -    | - Installazione  |
| -    | Pietre dell'intelligenza                     | Enzo Cucchi             | -    | - Oggetto d'arte |
| -    | Onda d'urto                                  | Mario Merz              | -    | - Installazione  |
| -    | Camera                                       | Carlo Alfano            | -    | - Installazione  |
| -    | Sfumato                                      | Sigmar Polke            | -    | - Oggetto d'arte |
| -    | Senza titolo                                 | Gino De Dominicis       | -    | - Oggetto d'arte |
| -    | Un'osservazione grammaticale, Modus Operandi | Joseph Kosuth           | -    | - Installazione  |
| -    | Rilievi - Anno Bianco                        | Michelangelo Pistoletto | -    | - Installazione  |
| -    | Terra della pace                             | Luigi Mainolfi          | -    | - Oggetto d'arte |
| -    | Stanza bianca, oro                           | Ettore Spalletti        | -    | - Oggetto d'arte |
| -    | White bands in a black room                  | Ettore Spalletti        | -    | - Installazione  |
| -    | Nord, Sud, Est, Ovest giocano a Shanghai     | Luciano Fabro           | -    | - Installazione  |
| -    | Segno Australe Croce del Sud                 | Eliseo Mattiacci        | -    | - Installazione  |
| -    | Viaggio nel Sud                              | Renato Barisani         | -    | - Oggetto d'arte |
| -    | Apollo                                       | Augusto Perez           | -    | - Scultura       |
| -    | Il letto                                     | Gianni Pisani           | -    | - Installazione  |
| -    | Stele                                        | Lucio Del Pezzo         | -    | - Oggetto d'arte |
| -    | Monumento all'amore seriale                  | Mario Persico           | -    | - Oggetto d'arte |